# ニューバーガー・バーマン
ニューバーガー・バーマン・グループLLC（英語：Neuberger Berman Group LLC、以下ニューバーガー・バーマンないしNB）は独立系の資産運用会社。NBは株式や債券のみならず、プライベート・エクイティや不動産等のオルタナティブ投資運用の実績を有し、世界中の機関投資家や富裕層にサービスを提供している。2014年から、Pensions & Investmentsより、NBは働くうえで最も素晴らしい会社（BEST PLACES TO WORK）として毎年連続で1位または2位に選出されている。

## 概略
ニューバーガー・バーマンは、1939年に創業された従業員が自社株式を保有するプライベート経営の独立系資産運用会社。株式、債券、クオンツ、マルチアセット、プライベート・アセット、不動産等の多岐にわたる資産クラスを運用し、世界中の機関投資家、アドバイザー、個人投資家に運用サービスを提供している。世界39都市においてビジネスを展開し、2,834名の従業員を擁する。2023年12月末時点における運用資産残高はNBグループ全体で4,740億ドル。PRIが実施する最新のアセスメント・レポートにおいて、ESGインテグレーションの取り組みに対し、報告対象の資産クラスで最高評価を獲得しており、2020年には、PRIリーダーズ・グループに選出されている。

## 沿革
- 1939年 - ニューバーガー・バーマン創業
- 1940年代 - ESGスクリーニングのアプローチを開始
- 1950年 - ノーロード版としては業界初となる1940年投資会社法（40Act）に遵守したミューチュアル・ファンドを設定
- 1977年 - 機関投資家向けビジネスを開始
- 1981年 - 債券投資部門の設立、プライベート・エクイティ・プラットフォームの設立
- 1989年 - 米国株式サステイナブル投資チームの設立
- 1994年 - トラスト・カンパニーを設立
- 2002年 - REITチームが入社
- 2003年 - リーマン・ブラザーズ傘下に統合
- 2004年 - ヘッジファンド・プラットフォームの設立
- 2005年 - 定量運用ビジネスの設立
- 2006年 - UCITSファンド・プラットフォームの設立
- 2007年 - CLOおよびバンクローンの運用を開始
- 2008年 - マルチアセット・クラス・プラットフォームの設立
- 2009年 - ニューバーガー・バーマン・グループLLCは、従業員が自社株式を保有するプライベート経営の独立系運用会社となる
- 2011年 - ヘッジファンドおよびプライベート・エクイティ運用会社へのマイノリティ出資戦略を業界に先駆けて提供、UCITSと1940年投資会社法に遵守したリキッド・オルタナティブ・ファンドを設定
- 2013年 - プライベート・デット運用チームが入社、新興国債券運用チームが入社
- 2014年 - マルチアセット・クラス・チームのロンドン拠点メンバーが入社
- 2016年 - オプション運用チームが入社、イベント・ドリブン運用チームが入社
- 2017年 - ブレトン・ヒル（クオンツ・ソリューション）チームが入社
- 2018年 - 保険戦略チームが入社
- 2020年 - 北米の不動産証券戦略を運用するアルマナック・リアルティ・インベスターズを買収

## 日本法人
ニューバーガー・バーマン株式会社は、ニューバーガー・バーマン・グループの日本法人である。本社は東京都千代田区に所在。

### 概要
- 代表取締役社長は、大平亮[5]。
- 日本法人の受託資産残高は11兆619億円（2024年5月末時点）[6]。

### 沿革
- 2004年（平成16年） - 大手信託銀行等を通じて、日本の金融機関および年金基金向けに、運用サービスの提供を開始。
- 2008年（平成20年） - ニューバーガー・バーマン株式会社設立。金融商品取引業（投資運用業）の登録後、年金基金向け事業に本格参入。金融機関向けビジネスも拡大。
- 2011年（平成23年） - 国内運用会社を通じて、個人向け事業に本格参入。
- 2012年（平成24年） - 投資助言・代理業の登録。
- 2014年（平成26年） - 国内証券投資信託委託業の追加。
- 2015年（平成27年） - 本社を新丸の内ビルディング12階に移転。
- 2019年（令和元年） - 東京都から「東京金融賞 ESG投資部門」を受賞。
- 2019年（令和元年） - 日本株式ESGエンゲージメント戦略の運用チームを設立。
- 2020年（令和2年） - 大手資産運用会社として初となる議決権行使の事前開示を開始[7]。
- 2020年（令和2年） - 気候変動報告に関して国連のPRIリーダーズ・グループに選出。
- 2021年（令和3年） - 日本株式運用部のアプローチが日本取引所グループのJPX ESG Knowledge Hubに掲載[8]。
- 2022年（令和4年） - 環境省「ESGファイナンス・アワード・ジャパン」 環境大臣賞（銀賞）を受賞
- 2023年（令和5年） - グループ会長兼CEOのGeorge Herbert Walker IVが岸田文雄首相と面会[9]。
- 2024年（令和6年） - 日本株式のクロスオーバー投資ファンド（未上場および上場株式の双方に投資を行う）の運用開始[10]。

### 子会社・関連会社
- 韓国子会社（大韓民国ソウル特別市に所在）

### 加盟団体
- 一般社団法人日本投資顧問業協会
- 一般社団法人投資信託協会
- 一般社団法人第二種金融商品取引業協会